# Christoph Anton Mayr

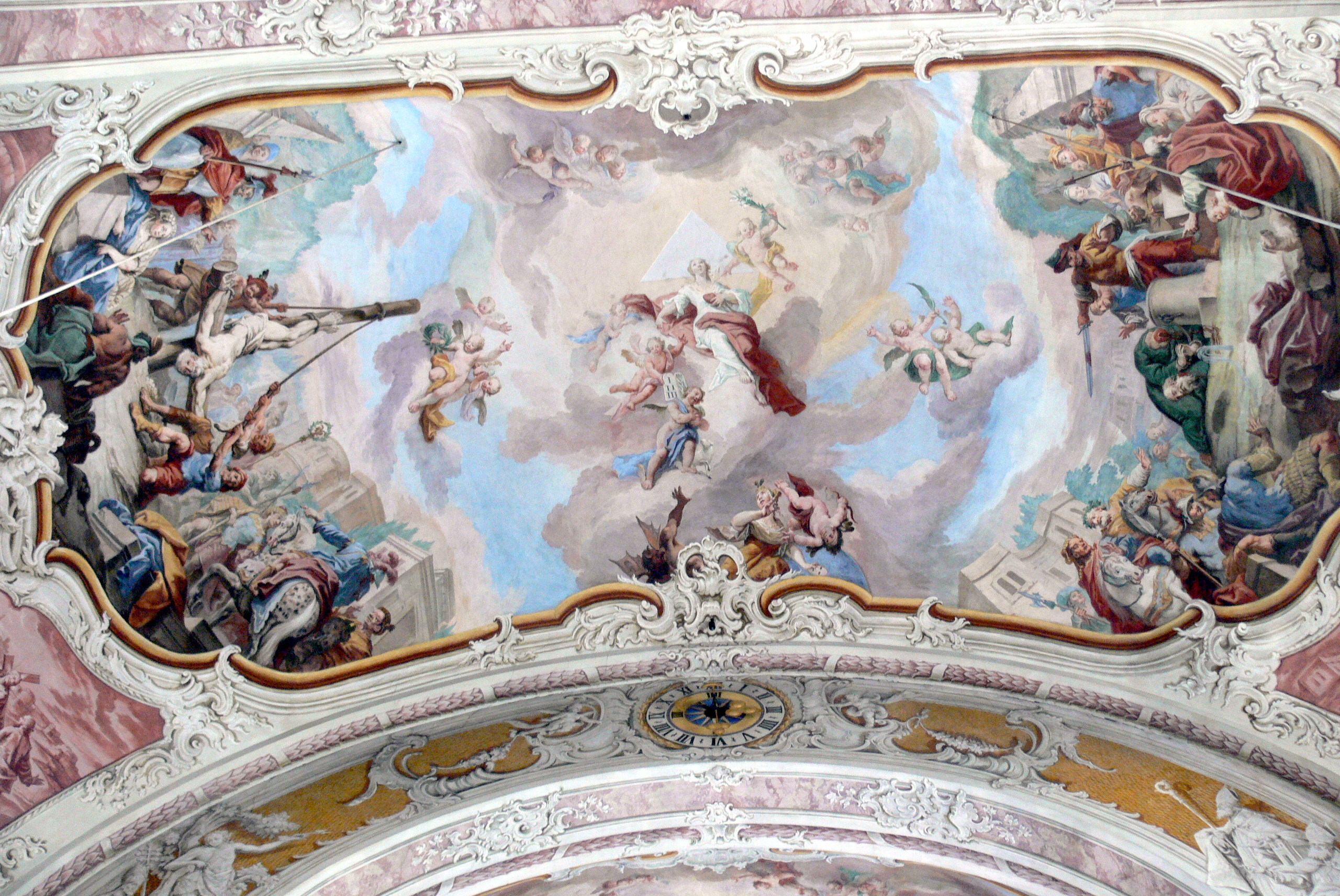
Deckenfresko in St. Peter und Paul, Söll: Allegorie der Liebe (Mitte), Martyrium des Petrus (links), Martyrium des Paulus (rechts)

Christoph Anton Mayr (* um 1720 in Schwaz; † 11. Dezember 1771 in Schwaz) war ein Tiroler Kirchenmaler des Rokoko.

## Leben
Mayr schuf im Tiroler Unterland, in Südtirol und im Fürsterzbistum Salzburg Fresken für mehr als zwanzig Kirchen. Sein wichtigstes Vorbild war Matthäus Günther. Charakteristisch für seine Kunst sind helle Farbtöne, bühnenartige Szenen und himmelwärts strebende Architekturkulissen.

## Werke
- Wallfahrtskirche zur Heiligen Notburga in Eben am Achensee (1738)
- Pfarrkirche Alpbach (1754)
- Pfarrkirche Leogang (1755)
- Ursulinenkirche in der Stadt Salzburg (1756)
- Deckenmalereien in der Pfarrkirche Obernberg am Brenner (1760)
- Kirche St. Martin in Schwaz (1764)
- Gewölbemalereien in der Pfarrkirche St. Peter und Paul in Söll (1768)
- Pfarrkirche Uderns (1771)[1]